# Icaro (Palazzo Davanzati)
Icaro è un'opera a olio su tavola attribuita all'artista italiano Andrea del Sarto o alternativamente al Franciabigio e già attribuita in passato a Francesco Granacci. Oggi l'opera è custodita nella collezione di Palazzo Davanzati a Firenze (Italia).

## Storia
L'opera è datata tra il 1506 e il 1508 circa e dalle dimensioni ridotte è intuibile l'esecuzione per una committenza privata. Altra datazione la vuole eseguita tra il 1507 e il 1508 circa.
La fonte iconografica dev'essere ricercata in quella che era la collezione di antichi cammei della famiglia Medici, nella quale uno in particolare di età augustea ha lo stesso tema e pressoché la stessa conformazione generale ed oggi è custodito nelle collezioni del Museo Archeologico Nazionale di Napoli. Lo stesso cammeo dev'essere stato certamente utilizzato per realizzare uno dei bassorilievi del cortile di Palazzo Medici Riccardi a Firenze, parte di una serie di tondi scultorei di Bertoldo di Giovanni tratti proprio da cammei medicei.

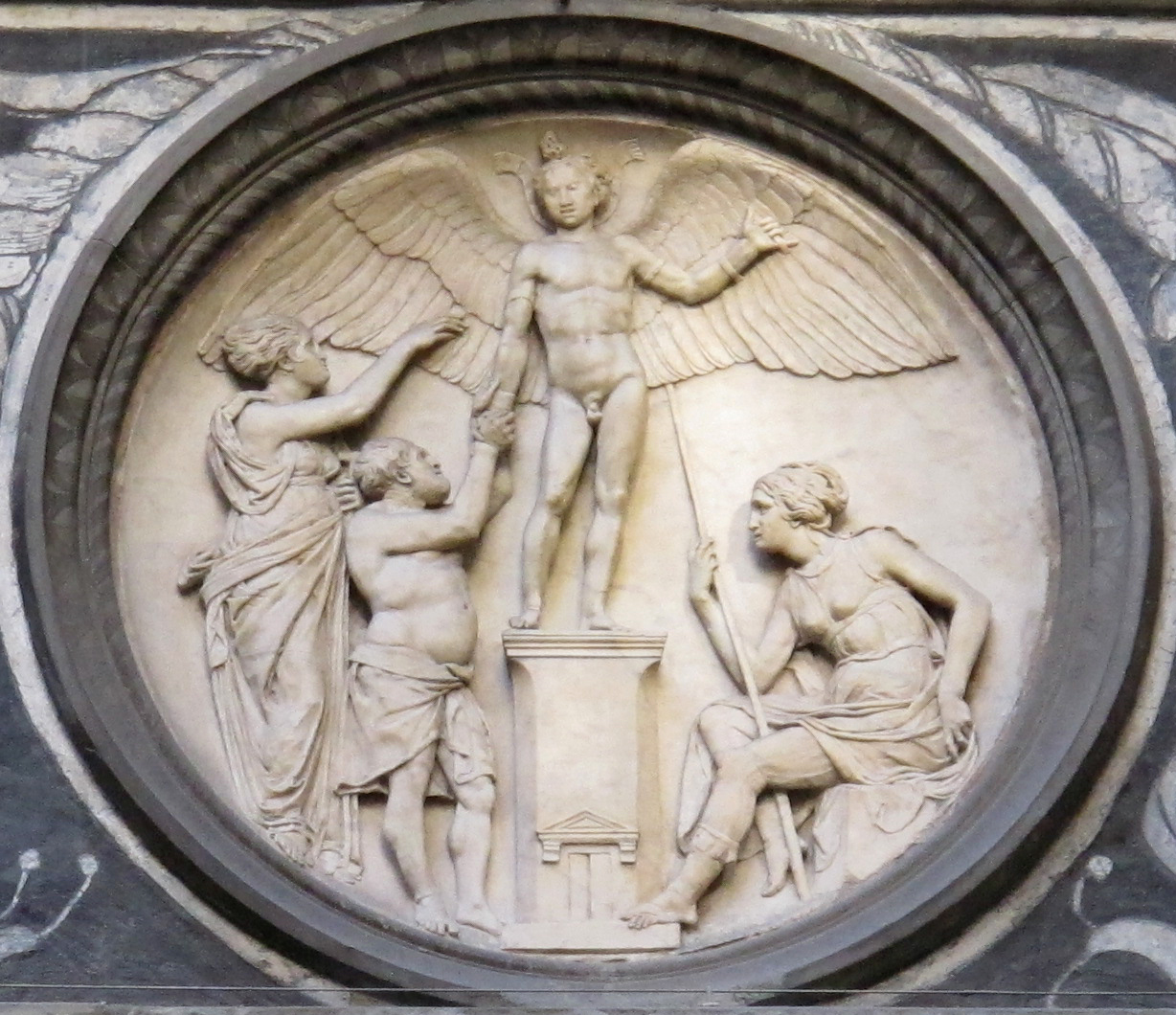
Tondo marmoreo in bassorilievo, opera di Bertoldo di Giovanni da cammei medicei (Palazzo Medici Riccardi, Firenze)

Per quanto riguarda l'autore di quest'opera, la realizzazione era già stata assegnata in passato a Francesco Granacci, mentre da ricerche più recenti è stata attribuita dalla critica alla mano di Franciabigio o alternativamente, con maggiore probabilità, a quella di Andrea del Sarto, poiché questi due artisti condivisero per un periodo la stessa bottega e collaborarono insieme ad alcune opere.
L'attribuzione al Granacci risale al 1951, mentre quella al giovane Andrea del Sarto è stata assegnata da David Freedberg, che è stato seguito da Passavant nel 1964, Monti nel 1965, Von Holst nel 1971, McKillop nel 1974 e Carmignani nel 1979. Invece, John Shearman ha escluso quest'opera dal corpus del Sarto e Antonio Natali ha alternativamente proposto l'attribuzione al Franciabigio. Ma l'Angelini ha invece riproposto l'attribuzione al giovane Sarto, venendo confermata per tutti dal 1986. Recentemente però, dal 2001, sembrerebbe accolta l'attribuzione al Franciabigio.
L'opera è entrata nelle collezioni di Palazzo Davanzati il 2 dicembre 1982, come proprietà dello Stato Italiano.

## Descrizione

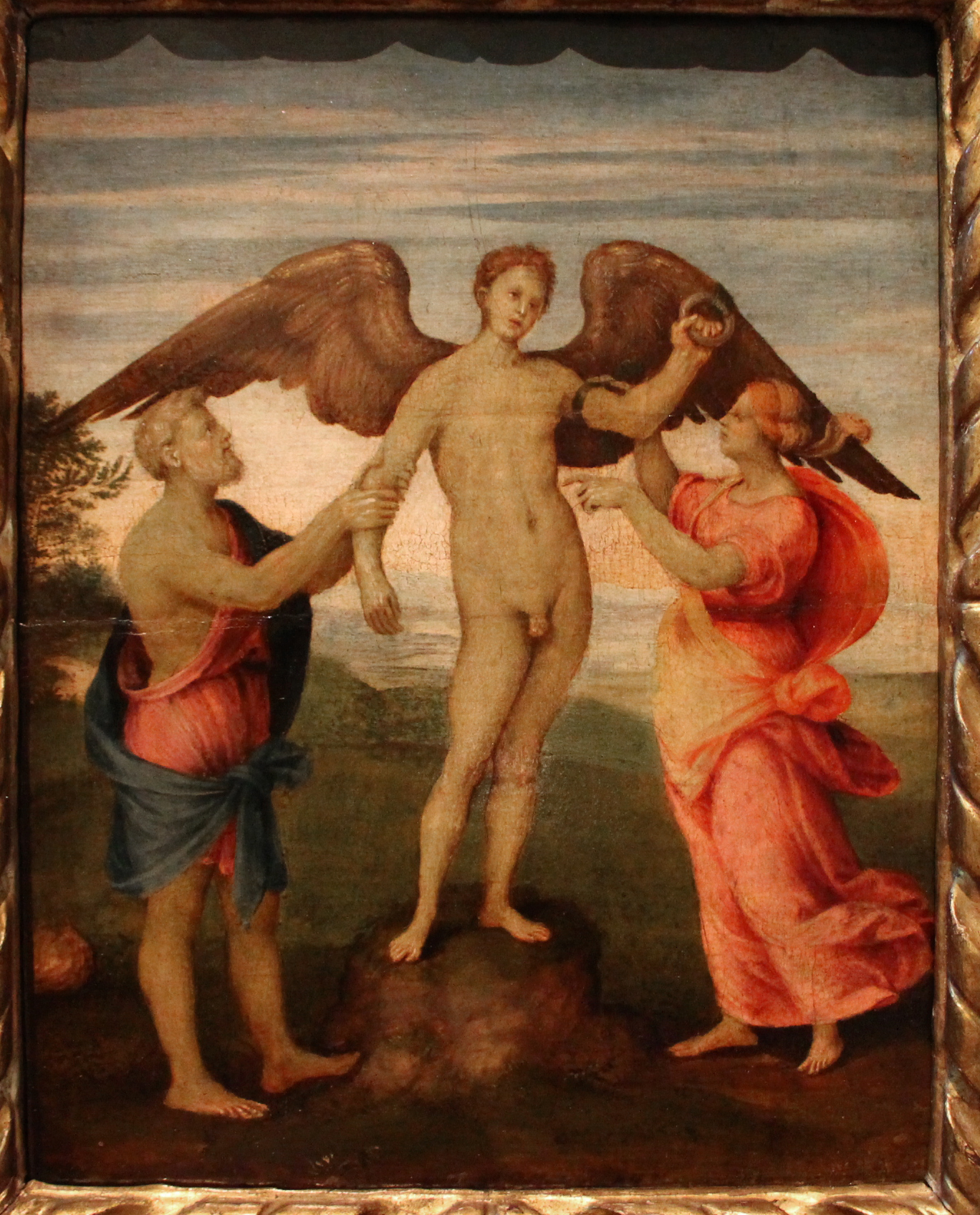
Dettaglio della sola tavola dipinta, senza la cornice

L'opera è un dipinto a olio su tavola che misura 31 cm in altezza e 24 cm in lunghezza.
La scena rappresentata si svolge sotto un cielo azzurro striato di rosa e in un ambiente naturale che, da sinistra a destra, passa da un bosco rigoglioso a una plaga piatta.
Al centro della composizione, posto su un piedistallo, c'è Icaro, completamente nudo, in posizione di contrapposto e ha attaccate dietro schiena un paio di ali spiegate. Il giovane è accompagnato a sinistra dal padre Dedalo, l'uomo barbuto che lo trattiene per il braccio destro abbassato, mentre a destra c'è una donna (Pasifae? o Naucrate?), che invece lo tiene per il braccio sinistro alzato e lo assicura a una delle ali.
Secondo la critica, proposto da Antonio Natoli nel 1986, l'autore di questo dipinto ha modificato il mito per creare una contrapposizione tra vizio e virtù, impersonificati rispettivamente da colui che vuole trattenere l'uomo verso il basso e invece chi vuole spingerlo in alto, a spiccare il volo, ad elevarsi. Ad unirsi a questa interpretazione c'è anche l'ambiente circostante, dove il bosco rappresenta il locus amoenus del piacere, mentre la pianura la sede delle virtù.